# Узинатинський сільський округ
Узина́тинський сільський округ (каз. Ұзыната ауылдық округі, рос. Узынатинский сельский округ) — адміністративна одиниця у складі Шардаринського району Туркестанської області Казахстану. Адміністративний центр та єдиний населений пункт — село Узината.
Населення — 5125 осіб (2021; 4243 у 2009, 3528 у 1999, 2930 у 1989).
Станом на 1989 рік існувала Комсомольська сільська рада (село Комсомольське).

## Склад
До складу округу входять такі населені пункти:
| Населений пункт | Колишні назви | Населення, осіб (1989) | Населення, осіб (1999) | Населення, осіб (2009) | Населення, осіб (2021) |
| --------------- | ------------- | ---------------------- | ---------------------- | ---------------------- | ---------------------- |
| Узината, село   | -             | 2930                   | 3528                   | 4243                   | 5086                   |
| --Болімше-1     | -             | -                      | -                      | -                      | 9                      |
| --Болімше-2     | -             | -                      | -                      | -                      | 4                      |
| --Болімше-3     | -             | -                      | -                      | -                      | 6                      |
| --Болімше-1     | -             | -                      | -                      | -                      | 1                      |
| --ПХЦ           | -             | -                      | -                      | -                      | 6                      |
| --Сорги         | -             | -                      | -                      | -                      | 7                      |
| --Телемунара    | -             | -                      | -                      | -                      | 6                      |